# Renealmia chiriquina
Renealmia chiriquina är en enhjärtbladig växtart som beskrevs av Paul Carpenter Standley. Renealmia chiriquina ingår i släktet Renealmia och familjen Zingiberaceae.
Artens utbredningsområde är Panama. Inga underarter finns listade i Catalogue of Life.